# Hievsttinjávrre
Hievsttinjávrre är en sjö med en area på 1,66 km2 som ligger 633 m ö.h. i norra delen av Ræhtjátvágge (Retgatdalen) i Hamarøy kommun i Norge.
Avrinningsområdet uppströms Hievsttinjávrre är 18,41 km2 stort och tillflöde sker främst från Ræhtjátjåhkå. Sjön avvattnas av Hievsttinjåhkå som efter sammanflödet med Amásvákjåhkå byter namn till Sájvajåhkå. Längre ner byter vattendraget namn till Stabburselva som förenar sig med Sørelva strax innan inflödet i Hellmofjorden.
Från norra sidan av Hievsttinjávrre går en markerad led ner till Hellmobotn. Man kan även vandra in i Sverige genom att följa Ræhtjátvágge mot söder.

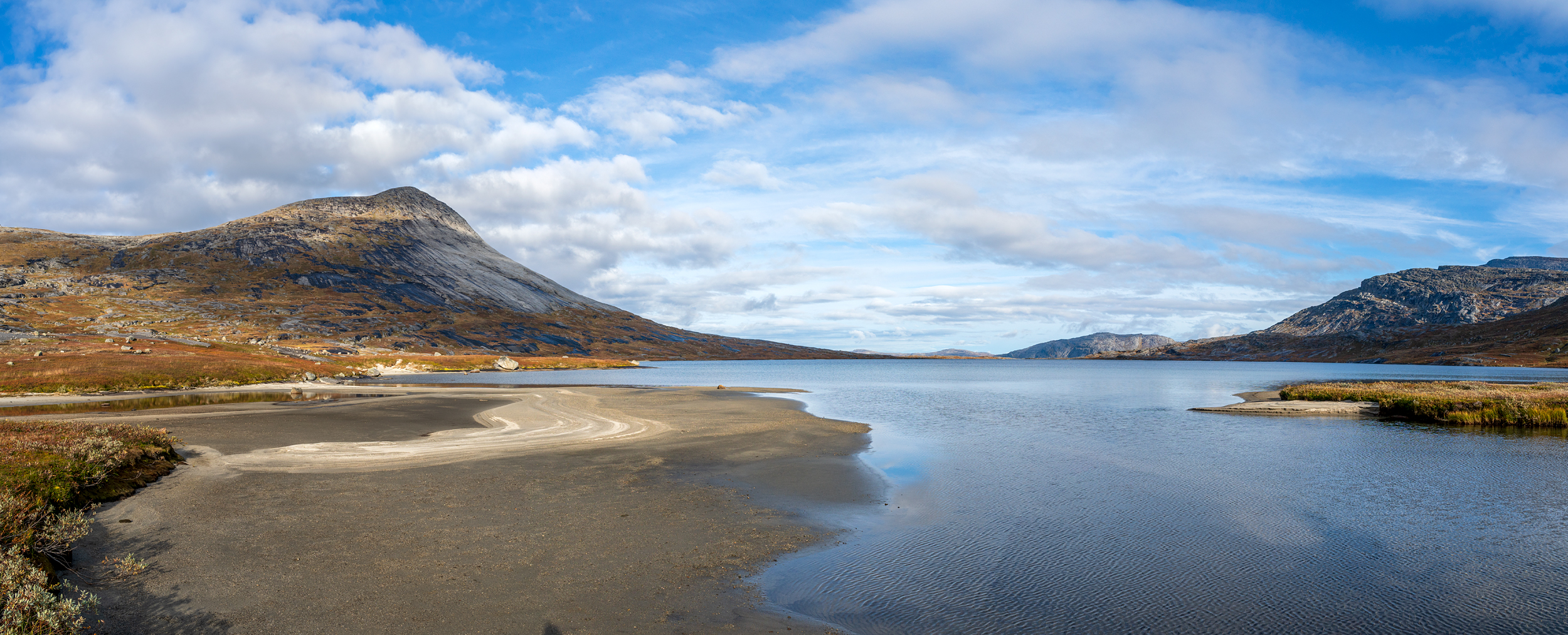
Hievsttinjávrre - vy mot norr.
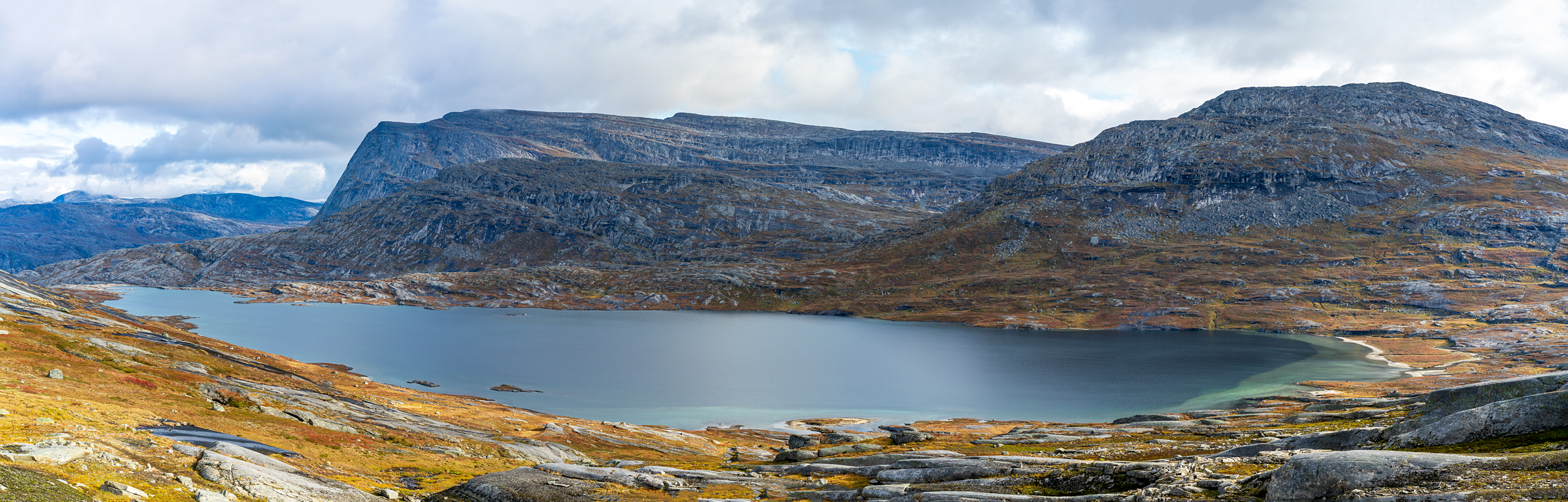
Hievsttinjávrre - vy mot nordöst.